# 6.º Prêmio APCT
O 6.º Prêmio APCT foi um evento organizado pela Associação Paulista de Críticos Teatrais (APCT) com o propósito de premiar os melhores de 1961 na música erudita e no teatro brasileiro.

## Vencedores

### Música erudita
| Categoria             | Vencedor                                                            |
| --------------------- | ------------------------------------------------------------------- |
| Obra Sinfônica        | Concerto para Violino e Orquestra Francisco Mignone                 |
| Solista               | Gilberto Tinetti (pianista)                                         |
| Recitalista           | Fritz Gaub (pianista)                                               |
| Revelação             | Maria Livia São Marcos (violinista)                                 |
| Conjunto de Câmara    | Quarteto de Cordas Municipal (São Paulo, SP)                        |
| Regente               | Roberto Schnorrenberg                                               |
| Personalidade Musical | Sociedade Cultura Artística de São Paulo                            |
| Prêmio Especial       | Escola de Composição Camargo Guarnieri                              |
| Prêmio Especial       | Eudóxia de Barros (pianista)                                        |
| Prêmio Especial       | Grêmio Bela Bartok                                                  |
| Disco                 | LP Concerto Brasileiro de Violão Maria Livia São Marcos, violinista |

Votaram: Alberto Ricardi, Arthur Kauffmann, Carlo Prina, Caldeira Filho, Dinorá de Carvalho, Frederico Wenger, J. L. Ferretti, João Batista Alvarenga, José da Veiga Oliveira, José Luis Paes Nunes, Luis Ellmerich, Odette de Faria, Rossini Tavares de Lima e Simão Jardanowski.

### Teatro
| Categoria             | Vencedor                                                   |
| --------------------- | ---------------------------------------------------------- |
| Espetáculo            | A Escada                                                   |
| Autor                 | Jorge Andrade A Escada                                     |
| Tradutor              | Luís de Lima                                               |
| Diretor               | Flávio Rangel A Semente                                    |
| Atriz                 | Cleide Yáconis A Semente                                   |
| Ator                  | Luis Linhares As Almas Mortas                              |
| Cenógrafo             | Cyro Del Nero As Almas Mortas                              |
| Coadjuvante feminino  | Berta Zemel Um Elefante no Caos                            |
| Coadjuvante masculino | Jô Soares Oscar                                            |
| Revelação de diretor  | José Celso Martinez Corrêa A Vida Impressa em Dólar        |
| Revelação de ator     | Lima Duarte O Testamento do Cangaceiro                     |
| Personalidade         | Clóvis Garcia, diretor do Serviço Nacional do Teatro — SNT |
| Prêmios especiais     | Governador Carvalho Pinto                                  |
| Prêmios especiais     | Teatro Oficina                                             |
| Prêmios especiais     | Cacilda Becker                                             |

Votaram: Adhemar Carvalhaes, Carlo Prina, Carlos von Schmidt, Décio de Almeida Prado, Delmiro Gonçalves, Enrico Schaeffer, Horácio de Andrade, Luis Ellmerich, Mário Júlio da Silva, Miroel Silveira, Paulo Fábio e Sábato Magaldi.